# Chondrophora
Chondrophora Totton, 1954 era un ordine di Hydrozoa.
Attualmente non ha più validità: la famiglia Velellidae è stata assimilata a Porpitidae e Chondrophora è divenuto sinonimo di quest'ultima.

## Tassonomia
Comprendeva 2 famiglie:
- Velellidae (Brandt, 1835)
- Porpitidae (Brandt, 1835)